# Paractenopsyllus duplantieri
Paractenopsyllus duplantieri är en loppart som beskrevs av Duchemin 2004. Paractenopsyllus duplantieri ingår i släktet Paractenopsyllus och familjen smågnagarloppor. Inga underarter finns listade i Catalogue of Life.